# Breakn' a Sweat
«Breakn' a Sweat» es una creación musical de la colaboración entre los miembros activos de la banda The Doors: Ray Manzarek, John Densmore y Robby Krieger y del DJ y productor Skrillex. Está incluida en el EP de Skrillex, lanzado a fines de 2011, Bangarang.
Este sencillo es producto del proyecto RE:Generation, en el que colaboran 5 afamados DJ´s los cuales son Skrillex, The Crystal Method, DJ Premier, Pretty Lights y Mark Ronson. En dicho proyecto cada DJ tiene que producir una canción con diferentes influencias musicales como clásica, jazz, rock and roll entre otras, y adaptarlas a su propio estilo musical.

## Video musical
El clip fue dirigido por Tony Truand y Jeremias Thompson estrenado el 15 de enero de 2012. Contiene imágenes en vivo desde del documental RE:Generation, en el que incluye segmentos de entrevistas y actuaciones en vivo del mismo Skrillex y los miembros sobrevivientes de The Doors. 
En el clip se muestra a dos alienígenas hembras aparentemente luchando contra tiburones de metal, montadas en lanchas, rato después llegan a una isla desierta en medio del océano en la cual empiezan a comer una especie de esferas con una masa dentro de color marrón, se ve que después de una transición se teletransportan a una ciudad en la noche y corren aturdidas por las calles siendo aparentemente perseguidas por helicópteros y la policía, mientras una está teniendo contracciones por un bebe, luego roban un auto para así huir mientras una de ellas está teniendo contracciones, pero el bebe intenta romper el estómago de ella y lo termina rompiendo, luego se pone la pantalla en negro y termina.
El 17 de julio de 2013, este video fue nominado a un premio MTV Video Music Award en la categoría Mejores efectos visuales.

## Lista de canciones
| Estados Unidos — Descarga digital |                                |          |  |
| N.º                               | Título                         | Duración |  |
| 1.                                | «Breakn' a Sweat» (Zedd Remix) | 5:30     |  |

## Posicionamiento en listas
| Lista (2012)                   | Mejor posición |
| ------------------------------ | -------------- |
| Canadá (Hot 100)               | 80             |
| Reino Unido (UK Singles Chart) | 32             |
| Reino Unido (UK Dance Chart)   | 6              |